# Sauvillers-Mongival

Sauvillers-Mongival este o comună în departamentul Somme, Franța. În 1 ianuarie 2022 avea o populație de 184 de locuitori.